# Pancuran Bambu
Pancuran Bambu is een bestuurslaag in het regentschap Sibolga van de provincie Noord-Sumatra, Indonesië. Pancuran Bambu telt 7516 inwoners (volkstelling 2010).